# Tajna kršćanska mjesta regije Nagasaki
Tajna kršćanska mjesta regije Nagasaki (japanski: 長崎の教会群とキリスト教関連遺産) je skupina od dvanaest lokaliteta u japanskim prefekturama Nagasaki i Kumamoto (Kyūshū), koja su svjedočanstvo najranijih aktivnosti kršćanskih misionara i doseljenika u Japanu; prvih susreta, nakon čega je uslijedilo razdoblje progona i protjera kršćanstva, te naposljetku obnova kršćanskih zajednica nakon ukidanja zabrane 1873. god. Ova mjesta su jedinstvena svjedočanstva kulturne tradicije koju su njegovali skriveni kršćani regije Nagasaki prenoseći tajno svoju vjeru tijekom zabrane vjerovanja od 17. do 19. stoljeća. Naime, kako bi sačuvali svoju vjeru tajni kršćani (jap. 隠れキリシタン, Kakure Kirishitan) su stvarali mala sela na obali ili udaljenim otocima u koja su se doseljavali progonjeni kršćanski Japanci. Tu su nastali prepoznatljivi vjerski običaji koji su naizgled narodni, ali su sadržavali bit kršćanstva, a preživjeli su održavajući vjeru živom gotovo dva stoljeća. Zbog toga su tajna kršćanska mjesta regije Nagasaki 2018. god. upisana na UNESCO-ov popis mjesta svjetske baštine u Aziji.

## Povijesna pozadina
Kršćanstvo je 1549. godine u Japan donio isusovački misionar Sveti Franjo Ksaverski. Radijalno se šireći iz regije Nagasaki, nova vjera je pridobila mnoge, uključujući i mnoge daimyō feudalne vladare. Šogun Tojotomi Hidejoši je započeo, a Tokugava Iejasu je nastavio progon onih koji su se javno deklarirali kao kršćani. Nakon pobune kršćana regije Nagasaki, poznate kao Šimabara buna (1637.-'38.), službena opresija kršćanske vjere je kombinirana s politikom nacionalne izolacije, tzv. sakoku, što je potrajalo dva stoljeća. Krajem izolacione politike, tzv. bakumatsu, i Meiji obnovom i otvaranjem Japana, misionarske aktivnosti su obnovljene i brojna tajna kršćanska mjesta su isplivala. Katedrala Ōura iz 1864. godine je jedna od prvih crkava koje su izgrađene sljedećih godina.

## Popis lokaliteta
Izvorno je Japan nominirao 26 mjesta, no nakon razmatranja Nagasaki prefekture UNESCO je zaštitio 12 mjesta uključujući deset sela, dvorac Hara i katedralu, koji su izgrađeni od 16. do 19. stoljeća:
| Slika           | Ime | Godina izgradnje crkve | Općina            | Koordinate                                      | Odlike |
| --------------- | --- | ---------------------- | ----------------- | ----------------------------------------------- | --- |
|                 | Ruine dvorca Hara (原城跡)                                                                                           | 16. st.                | Minamishimabara   | 32°37′44″N 130°15′16″E / 32.62889°N 130.25444°E | |
|                 | Kasuga selo i sveta mjesta otoka Hirado (平戸島の聖地と集落)                                                         | 1917./18.              | Hirado, Nagasaki  | 33°20′22″N 129°26′38″E / 33.33944°N 129.44389°E | Zaštićena su selo Katsuga s crkvom Tabira (田平天主堂), te sveta mjesta na planini Yasumandake na otoku Hirado.               |
|                 | Sela otoka Nakaenoshima                                                                                              |                        | Hirado, Nagasaki  | 33°22′25″N 129°27′52″E / 33.37361°N 129.46444°E | |
|                 | Selo Sakitsu u Amakusi (日野江城跡)                                                                                  |                        | Amakusa, Kumamoto | 32°18′44″N 130°01′33″E / 32.31222°N 130.02583°E | |
|                 | Shitsu selo u Sotomi (出津教会)                                                                                      | 1882.                  | Nagasaki          | 32°50′42″N 129°41′9″E / 32.84500°N 129.68583°E  | |
|                 | Ōno selo u Sotomi (田平天主堂)                                                                                       | 1893.                  | Nagasaki          | 32°51′53″N 129°32′13″E / 32.86472°N 129.53694°E | |
|                 | Sela na otoku Kuroshima (黒島天主堂)                                                                                 | 1902.                  | Sasebo            | 33°08′21″N 129°32′13″E / 33.13917°N 129.53694°E | |
|                 | Ostaci sela na otoku Nozaki                                                                                          | 1908.                  | Ojika             | 33°11′13″N 129°07′46″E / 33.18694°N 129.12944°E | Bivša Nokubi crkva (旧野首教会) izgrađena je 1908. na otoku Ojika umjesto crkve na otoku Nozaki srušene u 17. st.             |
|                 | Sela na otoku Kashiragashima (頭ヶ島天主堂)                                                                          | 1919.                  | Shinkamigotō      | 33°00′44″N 129°10′58″E / 33.01222°N 129.18278°E | |
| Ōitayama-tatara | Sela na otoku Hisaka                                                                                                 | 1881.                  | Gotō              | 32°48′8″N 128°54′14″E / 32.80222°N 128.90389°E  | Bivša crkva Gorin (旧五輪教会堂) podignuta je 1881. godine.                                                                   |
|                 | Egami selo na otoku Naru s okolicom (江上天主堂)                                                                     | 1917./18.              | Gotō              | 32°51′19″N 128°54′15″E / 32.85528°N 128.90417°E | |
|                 | Katedrala Ōura (japanski: (大浦天主堂, Ōura Tenshudō), tj. Bazilika 26 svetih mučenika Japana (日本二十六聖殉教者堂) | 1864.                  | Nagasaki          | 34°25′41″N 131°25′06″E / 34.42806°N 131.41833°E | Rimokatolička manja bazilika je dugo godina bila jedina zapadnjačka građevina i vjeruje se kako je najstarija crkva u Japanu. |

## Vanjske poveznice
- Nominacija za svjetsku baštinu (jap.)
- Karta razmještaja crkava  Arhivirana inačica izvorne stranice od 27. rujna 2011. (Wayback Machine) (engl.)